# Cabuya (Coclé)
Cabuya ist ein Corregimiento des Bezirks Antón in der Provinz Coclé in Panama. Bei der Volkszählung im Jahr 2023 hatte es 2092 Einwohner. Das Corregimiento erstreckt sich über eine Fläche von 62,3 km².

## Bevölkerung
Die folgende Tabelle zeigt die Bevölkerung des Corregimientos Cabuya, wie es in den Volkszählungen 2000, 2010 und 2023 erfasst wurde.
| Jahr         | 2000 | 2010 | 2023 |
| ------------ | ---- | ---- | ---- |
| Einwohner    | 2060 | 2119 | 2092 |
| davon Männer | 1097 | 1128 | 1118 |
| davon Frauen | 963  | 991  | 974  |

## Orte
Im Corregimiento Cabuya befinden sich folgende Orte:
- Aguacate
- Altos del Barrero
- Bajo de La Cruz
- Barranquilla
- Cabuya
- El Aromo
- El Ciruelito
- El Guanábano
- El Higo
- El Macanito
- El Macano o Macano Abajo
- El Nancito
- El Quira
- El Valle
- La Laguna
- La Palma
- La Palma No.1
- La Pedregosa
- La Pita
- La Piñuela
- La Zamba
- Las Guías
- Las Mateas
- Llano El Tigre
- Llano Grande
- Loma Larga
- Los Alonsos
- Los Alveos
- Los Chirú
- Los Corrales
- Los Pintos
- Los Sánchez
- Los Torres
- Mata Palo
- Roma
- Río Hato